# Diocesi di Superior
La diocesi di Superior (in latino: Dioecesis Superiorensis) è una sede della Chiesa cattolica negli Stati Uniti d'America suffraganea dell'arcidiocesi di Milwaukee. Nel 2022 contava 76.000 battezzati su 438.622 abitanti. È retta dal vescovo James Patrick Powers.

## Territorio
La diocesi fu ricavata dalla parte settentrionale della diocesi di La Crosse e la parte a nord-ovest della diocesi di Green Bay. Tutta all'interno dello stato del Wisconsin, comprende le contee di Ashland, Barron, Bayfield, Burnett, Douglas, Iron, Lincoln, Oneida, Price, Polk, Rusk, Sawyer, St. Croix, Taylor, Vilas e Washburn.
Sede vescovile è la città di Superior, dove si trova la cattedrale di Cristo Re (Christ the King).
Il territorio si estende su 40.701 km² ed è suddiviso in 103 parrocchie, raggruppate in cinque decanati: Nordovest, Sudovest, Centronord, Centrosud, Est.

## Storia
La diocesi è stata eretta il 3 maggio 1905, ricavandone il territorio dalle diocesi di Green Bay e di La Crosse.

## Cronotassi dei vescovi
Si omettono i periodi di sede vacante non superiori ai 2 anni o non storicamente accertati.
- Augustine Francis Schinner † (13 maggio 1905 - 18 marzo 1914 nominato vescovo di Spokane)
- Joseph Maria Koudelka † (6 agosto 1913 - 24 giugno 1921 deceduto)
- Joseph Gabriel Pinten † (30 novembre 1921 - 25 giugno 1926 nominato vescovo di Grand Rapids)
- Theodore Mary Reverman † (2 luglio 1926 - 18 luglio 1941 deceduto)
- William Patrick O'Connor † (27 dicembre 1941 - 22 febbraio 1946 nominato vescovo di Madison)
- Albert Gregory Meyer † (18 febbraio 1946 - 21 luglio 1953 nominato arcivescovo di Milwaukee)
- Joseph John Annabring † (27 gennaio 1954 - 27 agosto 1959 deceduto)
- George Albert Hammes † (28 marzo 1960 - 27 giugno 1985 dimesso)
- Raphael Michael Fliss † (27 giugno 1985 - 28 giugno 2007 ritirato)
- Peter Forsyth Christensen (28 giugno 2007 - 4 novembre 2014 nominato vescovo di Boise City)
- James Patrick Powers, dal 15 dicembre 2015

## Statistiche
La diocesi nel 2022 su una popolazione di 438.622 persone contava 76.000 battezzati, corrispondenti al 17,3% del totale.
| anno | popolazione | popolazione | popolazione | presbiteri | presbiteri | presbiteri | presbiteri                | diaconi | religiosi | religiosi | parrocchie |
| anno | battezzati  | totale      | %           | numero     | secolari   | regolari   | battezzati per presbitero | diaconi | uomini    | donne     | parrocchie |
| ---- | ----------- | ----------- | ----------- | ---------- | ---------- | ---------- | ------------------------- | ------- | --------- | --------- | ---------- |
| 1950 | 65.301      | 312.219     | 20,9        | 124        | 82         | 42         | 526                       |         | 42        | 537       | 150        |
| 1966 | 81.944      | 300.304     | 27,3        | 145        | 110        | 35         | 565                       |         | 9         | 396       | 145        |
| 1970 | 82.493      | 300.304     | 27,5        | 138        | 103        | 35         | 597                       |         | 36        | 351       | 86         |
| 1976 | 82.349      | 306.555     | 26,9        | 135        | 109        | 26         | 609                       |         | 26        | 120       | 143        |
| 1980 | 87.600      | 341.904     | 25,6        | 108        | 90         | 18         | 811                       |         | 19        | 241       | 141        |
| 1990 | 81.117      | 364.000     | 22,3        | 98         | 75         | 23         | 827                       | 16      | 23        | 139       | 140        |
| 1999 | 88.288      | 394.960     | 22,4        | 93         | 79         | 14         | 949                       | 44      | 2         | 114       | 114        |
| 2000 | 88.492      | 398.474     | 22,2        | 77         | 63         | 14         | 1.149                     | 45      | 15        | 115       | 114        |
| 2001 | 88.715      | 401.631     | 22,1        | 79         | 64         | 15         | 1.122                     | 47      | 16        | 110       | 114        |
| 2002 | 86.742      | 417.669     | 20,8        | 76         | 62         | 14         | 1.141                     | 49      | 15        | 107       | 113        |
| 2003 | 83.980      | 427.831     | 19,6        | 76         | 62         | 14         | 1.105                     | 53      | 15        | 101       | 112        |
| 2004 | 83.622      | 431.544     | 19,4        | 77         | 64         | 13         | 1.086                     | 56      | 14        | 124       | 110        |
| 2010 | 78.826      | 458.000     | 17,2        | 69         | 61         | 8          | 1.142                     | 71      | 10        | 77        | 105        |
| 2013 | 77.200      | 464.000     | 16,6        | 74         | 64         | 10         | 1.043                     | 68      | 13        | 68        | 104        |
| 2014 | 77.800      | 467.000     | 16,7        | 70         | 61         | 9          | 1.111                     | 64      | 11        | 64        | 104        |
| 2017 | 65.235      | 446.140     | 14,6        | 58         | 54         | 4          | 1.124                     | 61      | 6         | 64        | 103        |
| 2020 | 69.663      | 438.794     | 15,9        | 63         | 60         | 3          | 1.105                     | 66      | 12        | 60        | 103        |
| 2022 | 76.000      | 438.622     | 17,3        | 58         | 40         | 18         | 1.310                     | 62      | 18        | 59        | 103        |